# Мадагаскар на літніх Олімпійських іграх 2016
Мадагаскар на літніх Олімпійських іграх 2016 був представлений 6 спортсменами в 4 видах спорту. Жодної медалі олімпійці Мадагаскару не завоювали.

## Спортсмени
| Дисципліна     | Чоловіки | Жінки | Разом |
| -------------- | -------- | ----- | ----- |
| Легка атлетика | 1        | 1     | 2     |
| Дзюдо          | 0        | 1     | 1     |
| Плавання       | 1        | 1     | 2     |
| Важка атлетика | 0        | 1     | 1     |
| Разом          | 2        | 4     | 6     |

## Легка атлетика
Легенда
- Note – для трекових дисциплін місце вказане лише для забігу, в якому взяв участь спортсмен
- Q = пройшов у наступне коло напряму
- q = пройшов у наступне коло за добором (для трекових дисциплін - найшвидші часи серед тих, хто не пройшов напряму; для технічних дисциплін - увійшов до визначеної кількості фіналістів за місцем якщо напряму пройшло менше спортсменів, ніж визначена кількість)
- NR = Національний рекорд
- N/A = Коло відсутнє у цій дисципліні
- Bye = спортсменові не потрібно змагатися у цьому колі

Трекові і шосейні дисципліни
| Спортсмен          | Дисципліна                               | Попередній забіг | Попередній забіг | Півфінал        | Півфінал        | Фінал            | Фінал            |
| Спортсмен          | Дисципліна                               | Результат        | Місце            | Результат       | Місце           | Результат        | Місце            |
| ------------------ | ---------------------------------------- | ---------------- | ---------------- | --------------- | --------------- | ---------------- | ---------------- |
| Алі Каме           | біг на 110 метрів з бар'єрами (чоловіки) | DNS              | DNS              | Завершив виступ | Завершив виступ | Завершив виступ  | Завершив виступ  |
| Еліан Сахолініріна | біг на 3000 метрів з перешкодами (жінки) | 9:45.92          | 11               | Н/Д             | Н/Д             | Завершила виступ | Завершила виступ |

## Дзюдо
| Спортсмен               | Категорія        | 1/16 фіналу              | 1/8 фіналу         | Чвертьфінали       | Півфінали          | Втішний поєдинок   | Фінал / БМ         | Фінал / БМ       |
| Спортсмен               | Категорія        | Суперник Результат       | Суперник Результат | Суперник Результат | Суперник Результат | Суперник Результат | Суперник Результат | Місце            |
| ----------------------- | ---------------- | ------------------------ | ------------------ | ------------------ | ------------------ | ------------------ | ------------------ | ---------------- |
| Асараманітра Ратіарісон | до 48 кг (жінки) | Местре (CUB) L 000–000 S | Завершила виступ   | Завершила виступ   | Завершила виступ   | Завершила виступ   | Завершила виступ   | Завершила виступ |

## Плавання
| Спортсмен              | Дисципліна                        | Попередній заплив | Попередній заплив | Півфінал         | Півфінал         | Фінал            | Фінал            |
| Спортсмен              | Дисципліна                        | Час               | Місце             | Час              | Місце            | Час              | Місце            |
| ---------------------- | --------------------------------- | ----------------- | ----------------- | ---------------- | ---------------- | ---------------- | ---------------- |
| Ентоні Ралефі          | 100 метрів батерфляєм (чоловіки)  | 54.72             | 37                | Завершив виступ  | Завершив виступ  | Завершив виступ  | Завершив виступ  |
| Естелла Філс Рабетсара | 100 метрів вільним стилем (жінки) | 1:01.11           | 44                | Завершила виступ | Завершила виступ | Завершила виступ | Завершила виступ |

## Важка атлетика
| Спортсмен            | Категорія        | Ривок     | Ривок | Поштовх   | Поштовх | Загалом | Місце |
| Спортсмен            | Категорія        | Результат | Місце | Результат | Місце   | Загалом | Місце |
| -------------------- | ---------------- | --------- | ----- | --------- | ------- | ------- | ----- |
| Еліза Равололоніаіна | до 63 кг (жінки) | 85        | 11    | 100       | 12      | 185     | 12    |